# Позитивная дезинтеграция
Теория позитивной дезинтеграции (ТПД) Казимира Домбровского — теория развития личности.
В отличие от других теорий развития личности, таких как Эриксоновские стадии психосоциального развития, не предполагает, что даже большинство людей проходят все уровни. ТПД это не теория стадий, и уровни не соотносятся с возрастом.
В отличие от господствующей психологической теории, теоретические основы Домбровского рассматривают психологическое напряжение и тревогу как необходимые для роста. Таким образом, эти «дезинтеграционные процессы» рассматриваются как «позитивные», тогда как люди, которым не удалось пройти через позитивную дезинтеграцию, могут оставаться на всю свою жизнь в состоянии «первичной интеграции», лишенные истинной индивидуальности. Продвижение к дезинтеграции и к более высоким уровням развития основывается на наличии потенциала развития (ПР), включающего перевозбудимость и реакцию на стимул выше среднего уровня.

## Теория Домбровского
Казимир Домбровский (1902—1980), польский психиатр и психолог, разработал теорию Позитивной Дезинтеграции, которая привела к публикации в 1964 одноимённой книги «Позитивная Дезинтеграция». На него сильно повлияло его Католическое воспитание, которое вдохновляло многих на личные жертвы и намекало на вечные мучения. Его всю жизнь преследовала одержимость членовредительством, что привело к его полуавтобиографической работе 1937 года «Психологические основы членовредительства». Его личный опыт в качестве жертвы медицинских пыток со стороны нацистов в течение нескольких месяцев в качестве члена польского сопротивления, будучи одним из лишь 38 выживших психиатров в Польше из 400 практикующих в начале Второй мировой войны, повлиял на его мировоззрение. Он считал, что ключом к лечению психических заболеваний являются сильные личные страдания, и, следовательно, выделил причинение страдания самому себе как необходимое условие для личного развития.
Теория развития личности Домбровского подчёркивает несколько основных особенностей включая:
- личность не является данной универсальной чертой, она должна создаваться индивидуумом в форме, отражающей его или её собственный уникальный характер (формирование личности)
- личность развивается в результате действия потенциала развития (ПР) (перевозбудимость и автономный фактор), не каждый демонстрирует достаточный ПР для создания уникальной личности
- потенциал развития представлен в популяции в виде Нормального распределения (колоколообразная кривая Белла). Домбровски использовал многоуровневый подход для описания континуума уровней развития, наблюдаемых в популяции
- потенциал развития создаёт кризисы, характеризующиеся сильными тревогами и депрессиями - психоневрозом - которые ускоряют распад
- для развития личности первоначальная интеграция, основанная на инстинкте и социализации, должна разрушиться — этот процесс Домбровски назвал положительной дезинтеграцией
- развитие иерархии индивидуальных ценностей — эмоциональные реакции — является важным компонентом в развитии личности и автономии, таким образом, в отличие от большинства психологических теорий, эмоции играют важную роль в этом подходе
- эмоциональные реакции направляют человека в создании его или её индивидуального идеала личности, автономного стандарта, который выступает целью индивидуального развития
- человек должен исследовать свою сущность и впоследствии сделать экзистенциальный выбор, который подчёркивает те аспекты сущности, которые выше и «больше меня», и подавляют те аспекты, которые ниже или «меньше меня», основываясь на его или её собственном идеале личности
- критические компоненты индивидуального развития включают аутообразование и аутопсихотерапию

### Факторы развития личности
Домбровски заметил, что большинство людей живут в состоянии «первичной или примитивной интеграции», в значительной степени руководствуясь биологическими импульсами («первый фактор») и / или некритичным одобрением и соблюдением социальных условностей («второй фактор»). Он назвал этот начальный уровень интеграции I. Домбровски заметил, что на этом уровне нет истинного индивидуального выражения автономного человеческого «Я». На индивидуальное самовыражение на Уровне I влияют и сдерживают первые два фактора.
Первый фактор направляет энергию и таланты на достижение корыстных целей, которые отражают «низшие инстинкты» и биологическое Эго — его основное внимание уделяется выживанию и саморазвитию. Часто таланты используются антиобщественным или асоциальным образом. Например, на самом нижнем краю Уровня I многие преступники проявляют этот тип эгоистичного поведения. Они стремятся продвигать свои собственные цели за счёт других.
Второй фактор, социальная среда  и Социальное давление, сдерживает индивидуальное самовыражение и творчество, поощряя групповой взгляд на жизнь и препятствуя индивидуальному мышлению и самовыражению. Второй фактор экстернализирует ценности и мораль, тем самым экстернализируя совесть. Социальные силы формируют ожидания. Поведение, таланты и креативность направляются в формы, которые соответствуют существующей социальной среде и поддерживают её. «Моя мама говорит, что мы всегда должны знать, как выглядит наша лужайка, потому что мы хотим, чтобы другие люди думали о нас хорошо, когда проезжают мимо». Потому что совесть проистекает из внешнего социального контекста, пока общество придерживается этических стандартов, люди, находящиеся под влиянием второго фактора, будут вести себя этично. Однако, если общество становится коррумпированным, люди, находящиеся под сильным влиянием второго фактора, не будут возражать. Социализация без индивидуального изучения приводит к механическому и роботизированному существованию («робопат», описанный Людвигом фон Берталанфи). Индивидуальные реакции не уникальны, они основаны на социальном контексте («Я плачу на похоронах и смеюсь на свадьбах — все так»). Согласно Домбровски, люди, мотивированные в первую очередь вторым фактором, составляют значительное большинство населения в целом.
Домбровски чувствовал, что на наше общество в значительной степени влияют два низших фактора, и его можно охарактеризовать как работающее на Уровне I. Например, наш акцент на корпоративном успехе («менталитет собака ест собаку») означает, что многие Генеральные директора действуют на основе первого фактора — они быстро пожертвуют другими, чтобы улучшить своё собственное продвижение. Кроме того, наши образовательные, политические, корпоративные и медийные системы являются саморекламой и препятствуют реальному изучению или индивидуальной автономии — второй фактор. В качестве альтернативы часто используются социальные оправдания: «конечно, я нарушаю ограничение скорости, все это делают». Или солдат может объяснить, что он просто «выполнял приказ». Таким образом, эта внешняя система ценностей освобождает человека от любой индивидуальной ответственности.
Домбровски также описал группу людей, которые придерживаются другого курса: индивидуализированного пути развития. Такие люди отказываются от автоматического, механического, социализированного взгляда на жизнь (который Домбровски называл негативной адаптацией) и, как говорят, входят в серию личных распадов и преодолевают их. Домбровски видел в этих распадах ключевой элемент в общем процессе развития. Кризисы бросают вызов нашему статус-кво и заставляют нас пересматривать себя, идеи, ценности, мысли, идеалы и т. д. Если развитие продолжается, человек переходит к развитию индивидуализированной, сознательной и критически оценённой иерархической структуры ценностей (называемой позитивной корректировкой). Эта иерархия ценностей действует как ориентир, по которому теперь все видится, и более высокие ценности в нашей внутренней иерархии начинают направлять наше поведение (больше не основанное на внешних социальных нравах). Эти более высокие индивидуальные ценности характеризуют возможную вторую интеграцию, отражающую индивидуальную автономию, и для Домбровского знаменуют появление истинной человеческой личности. На этом уровне каждый человек развивает собственное видение того, какой должна быть жизнь, и живёт ею. Этот более высокий уровень связан с сильным индивидуальным подходом к решению проблем и творчеством. Таланты и креативность человека используются на службе этим высшим личным ценностям и представлениям о том, какой может быть жизнь — каким должен быть мир. Человек выражает свою «новую» автономную личность энергетически через действие, искусство, социальные изменения и так далее.

### Потенциал развития
Расширенное развитие часто наблюдается у людей с сильным потенциалом развития (ПР). Потенциал развития представляет собой совокупность генетических особенностей, выраженных и опосредованных взаимодействием с окружающей средой. Многие факторы включены в потенциал развития, но выделяются три основных аспекта: перевозбудимость (ПВ), специфические способности и таланты, а также сильное стремление к автономному росту — черта, которую Домбровски назвал «третьим фактором».

#### Перевозбудимость
Наиболее очевидный аспект потенциала развития — это перевозбудимость (ПВ), усиленное физиологическое восприятие стимулов, возникающих в результате повышенной чувствительности нейронов. Чем больше ПВ, тем интенсивнее повседневный жизненный опыт. Домбровски выделил пять форм ПВ: психомоторную, чувственную, образную, интеллектуальную и эмоциональную. Эти сверхвозбудимости, особенно последние три, часто заставляют человека более интенсивно переживать повседневную жизнь и глубоко чувствовать крайности жизненных радостей и печалей. Домбровски изучил примеры людей и обнаружил, что повышенная перевозбудимость была ключевой частью их жизненного опыта и развития. Этими людьми управляет и движет их ценностный «руль», их чувство эмоций. В сочетании с и интеллектуальным и образным ПВ эти люди обладают мощным восприятием мира.
Несмотря на то, что сверхвозбудимость основана на нервной системе, психологически она выражается в развитии структур, отражающих возникающее автономное «Я». Наиболее важными из этих концептуализаций являются динамизмы: биологические или психические силы, контролирующие поведение и его развитие. Инстинкты, побуждения и интеллектуальные процессы в сочетании с эмоциями представляют собой динамизмы. По мере развития динамизм все в большей степени отражает движение к автономии.

#### Способности и таланты
Второй аспект потенциала развития, специфические способности и таланты имеют тенденцию служить уровню развития человека. Как уже отмечалось, люди более низкого уровня используют таланты для поддержки эгоцентрических целей или для продвижения по социальной и корпоративной лестнице. На более высоких уровнях специфические таланты и способности становятся важной силой, поскольку они направляются иерархией ценностей человека для выражения и достижения видения человеком его или ее идеальной личности и его или её взгляда на то, каким должен быть мир.

#### Третий фактор
Третий аспект потенциала развития (ПР), который просто называют «третьим фактором», — это стремление к индивидуальному росту и автономии. Третий фактор имеет решающее значение, поскольку он применяет таланты и творчество к автономному выражению, а, во-вторых, он даёт мотивацию стремиться к большему и пытаться представить и достичь целей, которые в настоящее время недоступны. Домбровски ясно отличил третий фактор от свободы воли. Он чувствовал, что свобода воли не зашла достаточно далеко для улавливания мотивирующих аспектов, которые он приписывал третьему фактору. Например, человек может проявлять свободную волю и проявлять слабую мотивацию расти или меняться как личность. Третий фактор конкретно описывает мотивацию — мотивацию стать самим собой. Эта мотивация часто настолько сильна, что в некоторых ситуациях мы можем заметить, что человеку нужно развиваться, и, поступая так, он подвергается большой опасности. Это чувство «я должен быть собой», особенно когда оно «любой ценой» и особенно когда оно выражается как сильный мотиватор для саморазвития, выходит за рамки обычной концептуализации, приписываемой свободе воли. Шаблон:CN
Человек, у которого ПР достаточно высок, «обычно» будет подвергаться дезинтеграции, несмотря на любые внешние социальные или семейные усилия по предотвращению этого. Человек с низким ПР, как правило, не будет подвергаться дезинтеграции (или положительному развитию личности) даже в благоприятной среде.
Представление о том, что у некоторых людей есть врождённый потенциал к развитию, который определяется более высокой чувствительностью или перевозбудимостью (аналогично первому аспекту ПР) и связанной с ним склонностью к развитию индивидуальных различий и автономии от группы (аналогично третьему аспекту DP) был независимо разработан Элейн Арон (см. Высокочувствительный человек) (хотя подход Арон существенно отличается от подхода Домбровского).

#### Препятствия в развитии
Домбровски назвал ПВ «трагическим подарком», чтобы отразить тот факт, что путь человека с сильным ПР не является гладким и лёгким. Потенциал для достижения больших успехов также является потенциалом для достижения больших падений. Точно так же потенциал для выражения большого творчества увеличивает вероятность переживания большого личного конфликта и стресса. Этот стресс одновременно стимулирует развитие и является результатом конфликтов развития, как внутрипсихических, так и социальных. Самоубийство представляет собой значительный риск в острой фазе этого стресса. Изоляция, с которой часто сталкиваются эти люди, повышает риск самоповреждения.
Домбровски выступал за аутопсихотерапию, просвещая человека об ПВ и дезинтеграционном процессе, чтобы дать ему или ей контекст, в котором можно понять сильные чувства и потребности. Домбровски предложил оказывать людям поддержку в их усилиях по развитию и обретению собственного самовыражения. Дети и взрослые с высоким ПР должны найти свой собственный путь и идти своим путём, часто за счёт того, что они приспосабливаются к своим сверстникам и даже к своим семьям. В основе аутопсихотерапии лежит осознание того, что никто не может указать никому «правильный» путь. Каждый должен найти для себя свой путь. Ссылаясь на рыцарей в Поисках Грааля, юнгианский аналитик Джозеф Кэмпбелл якобы сказал: «Если в лесу есть тропа, не следуйте по ней, хотя она и привела кого-то ещё к Граалю. Она не приведёт вас туда, потому что это не ваш путь».

## Уровни
Первый и пятый уровни характеризуются психологической интеграцией, гармонией и небольшим внутренним конфликтом. На Уровне I мало внутреннего конфликта, потому что практически каждое поведение оправдано — оно либо хорошо для человека и, следовательно, «правильно», либо общество индивида одобряет его, и поэтому оно «правильное». В любом случае, с высокой степенью уверенности, человек действует так, как он или она считает, что поступил бы другой, и делает то, что каждый «должен делать». На уровне V нет внутреннего конфликта, потому что то, что человек делает, всегда согласуется с его собственным внутренним чувством ценностей. Конечно, как на Уровне I, так и на Уровне V часто возникают внешние конфликты.
Уровни II, III и IV описывают различные степени и типы дезинтеграции и буквального заболевания.
Домбровски очень ясно дал понять, что уровни, которые он представляет, «представляют собой эвристический приём». В процессе развития структуры двух или даже трёх смежных уровней могут существовать бок о бок, хотя следует понимать, что они существуют в конфликте. Конфликт разрешается, когда одна из структур ликвидируется или, по крайней мере, переходит под полный контроль другой структуры.

### Уровень I: Первичная интеграция
Как указано выше, первый уровень называется примитивной или первичной интеграцией. На людей на этом уровне часто в первую очередь влияют силы первого фактора (наследственность / импульс) и / или второго фактора (социальная среда). Большинство людей на уровне I интегрированы на экзогенном или социальном уровне (Домбровски называл их обычными людьми); однако многие также демонстрируют оттенки как импульса, так и социализации. Домбровски различал две подгруппы Уровня I по степени: «состояние первичной интеграции — это состояние, противоречащее психическому здоровью. Достаточно высокая степень первичной интеграции присутствует у среднего человека; очень высокая степень первичной интеграции присутствует у психопатов».  Отмеченные эгоизмом и эгоцентризмом (как сдержанным, так и откровенным), люди первого уровня развития обычно стремятся к самореализации прежде всего, оправдывая свои стремления через своего рода мышление «это все обо мне»; или, проще говоря, они твёрдо придерживаются фразы «цель оправдывает средства», иногда игнорируя серьёзность «средств». Многие люди, которых считают «лидерами», часто попадают в эту категорию.
Подавляющее большинство людей либо вообще не разрушают свою примитивную интеграцию, либо после относительно короткого периода дезинтеграции, обычно переживаемого в подростковом и раннем юношеском возрасте, они заканчивают реинтеграцией на прежнем уровне или частичной интеграцией некоторых их функций на несколько более высоких уровнях, без трансформации всей психической структуры. Было предложено, что первичная интеграция в среднестатистическом человеке имеет определённую ценность из-за её стабильности и предсказуемости, и когда они сопровождаются добротой и доброй волей, могут представлять людей, которые могут обеспечить поддержку и стабильность тем, кто переживает распад.

### Уровень II: Одноуровневый распад
Характерной чертой этого уровня является начальный, короткий и часто интенсивный кризис или серия кризисов. Кризисы стихийны и происходят только на одном уровне. Эти кризисы включают альтернативы, которые могут казаться разными, но в конечном итоге находятся на одном уровне.
Одноуровневый распад происходит во время кризисов развития, таких как половое созревание или менопауза, в периоды трудностей в преодолении стрессовых внешних событий или в психологических и психопатологических состояниях, таких как нервозность и психоневроз. Одноуровневая дезинтеграция состоит из процессов на едином структурном и эмоциональном уровне; преобладают автоматические динамизмы с небольшим самосознанием и самоконтролем.
Конфликты на одном и том же уровне (горизонтальном) порождают амбициозность и амбивалентность: человека в равной степени привлекают разные, но эквивалентные выборы на одном и том же уровне (амбициозности), и он не может решить, что делать, потому что у него нет реальных предпочтений между вариантами. (амбивалентность). Если силы развития достаточно сильны, в конечном итоге человек оказывается втянутым в экзистенциальный кризис: его социальные доводы больше не учитывают его переживания, и нет альтернативных объяснений. На этом этапе преобладающей эмоцией является экзистенциальное отчаяние. Разрешение этой фазы начинается с того, что индивидуально выбранные ценности начинают заменять социальные нравы, которые укоренились наизусть и интегрированы в новую иерархию личных ценностей. Эти новые ценности часто противоречат предыдущим социальным ценностям человека. Многие из объяснений статус-кво «того, как обстоят дела», усвоенных посредством образования и социального порядка, рушатся под сознательным индивидуальным вниманием. Это вызывает больше конфликтов, сосредоточенных на анализе человеком его или её собственных реакций на мир в целом и поведения себя и других. Обычное поведение и этика преобладающего социального порядка становятся неадекватными, неправильными или лицемерными. Преобладает положительная дезадаптация. Для Домбровски эти кризисы представляют собой мощный потенциал для развития личности и психического здоровья. Если использовать положительное определение, психическое здоровье отражает нечто большее, чем социальное соответствие: оно включает в себя тщательное личное изучение мира и своих ценностей, ведущее к развитию индивидуальной личности.
Уровень II — переходный период. Домбровски сказал, что вы либо отступаете (реинтеграция на более низком уровне), либо кончаете отрицательно, совершаете самоубийство или психоз, либо переходите на уровень III.
Переход от Уровня II к Уровню III включает фундаментальный сдвиг, требующий феноменального количества энергии. Этот период — перекрёсток развития: отсюда нужно либо прогрессировать, либо отступать. Борьба между тремя факторами Домбровского отражает этот переходный кризис: «Следую ли я своим инстинктам (первый фактор), своим учениям (второй фактор) или своему сердцу (третий фактор)?» Ответ, связанный с развитием, состоит в том, чтобы преобразовать свои низшие инстинкты (автоматические реакции, такие как гнев) в положительную мотивацию, противостоять шаблонным и социальным ответам и прислушиваться к своему внутреннему ощущению того, что нужно делать.

### Уровень III: Самопроизвольный многоуровневый распад
Уровень III описывает новый тип конфликта: вертикальный конфликт между двумя альтернативами, которые не просто различны, но существуют на разных уровнях. Один действительно выше, а другой ниже в сравнении. Эти вертикальные конфликты изначально возникают из-за непроизвольного восприятия более высокого и более низкого выбора в жизни. «Вы просто смотрите на что-то, может быть, в тысячный раз (если использовать слова Г. К. Честертона), и это поражает вас — вы видите одну вещь по-другому, и как только вы это делаете, это меняет положение вещей. Вы больше не можете „Вернуться и посмотреть, как это было раньше“». Домбровски назвал это вертикальное измерение многоуровневостью. Многоуровневость — это постепенная реализация «возможности высшего» (фраза, которую часто использовал Домбровский) и последующих контрастов между высшим и низшим в жизни. Эти вертикальные сравнения часто иллюстрируют низкое, реальное поведение человека в отличие от высших, воображаемых идеалов и альтернативных идеализированных выборов. Домбровски полагал, что подлинный человек выберет более высокий путь как ясный и очевидный, которому он будет следовать (стирая амбивалентность и амбициозность одноуровневых конфликтов). Если впоследствии фактическое поведение человека не соответствует идеалу, часто следует внутренняя дисгармония и стремление пересмотреть и реконструировать свою жизнь. Таким образом, многоуровневость представляет собой новый и мощный тип конфликта, конфликт, который в подходе Домбровского является развивающимся.
Вертикальные конфликты имеют решающее значение в обеспечении автономии и расширенного личностного роста. Если человек хочет достичь более высоких уровней, должен произойти переход к многоуровневости. Если у человека нет потенциала развития, чтобы перейти к многоуровневому взгляду, он или она отступит от кризисов Уровня II, чтобы реинтегрироваться на Уровне I. Модель жизни заменяется вертикальным и иерархическим анализом. Этот вертикальный взгляд закрепляется на формирующейся индивидуальной структуре ценностей, и все события рассматриваются в связи с личными идеалами. Эти идеалы личных ценностей становятся идеалом личности: как человек хочет прожить свою жизнь. Поскольку события в жизни рассматриваются в связи с этим многоуровневым вертикальным взглядом, становится невозможным поддерживать позиции, которые отдают предпочтение более низкому курсу, когда можно идентифицировать (или вообразить) более высокие цели.

### Уровень IV: Направленная многоуровневая дезинтеграция
На уровне IV человек полностью контролирует своё развитие. Непроизвольное спонтанное развитие Уровня III заменяется преднамеренным, осознанным и самостоятельным обзором жизни с многоуровневой точки зрения. Этот уровень знаменует собой реальное появление третьего фактора, описанного Домбровски как автономный фактор «сознательного выбора (оценки), посредством которого человек утверждает или отвергает определённые качества в себе и в своей среде». Человек сознательно пересматривает свою существующую систему убеждений и пытается заменить низшие, автоматические взгляды и реакции тщательно продуманными, изученными и выбранными идеалами. Эти новые ценности будут все больше отражаться в поведении человека. Поведение становится менее реактивным, менее автоматическим и более осознанным, поскольку поведенческий выбор попадает под влияние высших избранных идеалов человека. Эта перспектива является результатом рассмотрения жизни в связи с иерархией ценностей (многоуровневый взгляд) и последующего понимания потенциала того, как жизнь может и должна быть прожита. Несогласие с миром (нижнего уровня) выражается состраданием в том, что он делает все возможное, чтобы помочь достичь «должного».
Благодаря своему подлинному просоциальному мировоззрению люди, достигающие более высокого уровня развития, также повышают уровень своего общества. Просоциальное здесь — это не просто поддержка существующего общественного строя. Если социальный порядок ниже и вы приспособлены к нему, то вы также отражаете более низкий (отрицательная корректировка в терминах Домбровски, характеристика Уровня I). Здесь просоциальное — это подлинное культивирование социальных взаимодействий, основанных на высших ценностях. Эти позиции часто противоречат статус-кво низшего общества (позитивная дезадаптация). Другими словами, неприспособленность к низкоуровневому обществу — положительная черта.

### Уровень V: вторичная интеграция
Пятый уровень отображает целостный и гармоничный характер, но он сильно отличается от первого уровня. .На этом высшем уровне поведение определяется сознательными, тщательно взвешенными решениями, основанными на индивидуализированной и выбранной иерархии личных ценностей. Поведение соответствует этому внутреннему стандарту того, как следует проживать жизнь, и, таким образом, не возникает внутреннего конфликта.
Уровень V часто отличается творческим самовыражением. В особенности на уровне V решение проблем и искусство представляют собой высшие и благороднейшие черты человеческой жизни. Искусство фиксирует самые сокровенные эмоциональные состояния и основано на глубоком сочувствии и понимании предмета. Часто темой этих произведений являются человеческие страдания и жертвы. Поистине дальновидные, уникальные и оригинальные произведения создаются людьми, выражающими видение, не ограниченное условностями. Таким образом, успехи в обществе через политику, философию и религию обычно связаны с сильным индивидуальным творчеством или достижениями.

## Приложения

### Терапия
Теория позитивной дезинтеграции имеет чрезвычайно широкую сферу применения и имеет значение для многих областей. Одно центральное приложение относится к психологической и психиатрической диагностике и лечению. Домбровски выступал за всестороннюю многомерную диагностику ситуации человека, включая симптомы и возможности развития.

#### Симптомы и потенциал развития
Если дезинтеграция укладывается в контекст развития, тогда человека обучают теории и поощряют к тому, чтобы взглянуть на свою ситуацию и опыт с точки зрения развития. Симптомы не устраняются, а видоизменяются, чтобы дать понимание и понимание жизни и уникальной ситуации человека.

#### Важность рассказов
Домбровски проиллюстрировал свою теорию автобиографиями и биографиями тех, кто испытал положительный распад. Одаренный ребенок, подросток с суицидными наклонностями или проблемный художник часто испытывает черты ТПД, и если они принимают и понимают значение своих сильных чувств и кризисов, они могут двигаться вперед, а не разваливаться. Завершение обширной автобиографии, чтобы помочь человеку получить представление о своем прошлом и настоящем, является важным компонентом процесса аутопсихотерапии. В этом процессе терапевт играет очень небольшую роль и действует больше как начальный стимул, чем постоянный терапевт. Домбровски просил клиентов прочитать его книги и посмотреть, как его идеи могут быть связаны с их жизнями.

#### Аутопсихотерапия
Для Домбровски цель терапии — устранить терапевта, создав контекст, в котором человек может понять себя и помочь себе, — подход к терапии, который он назвал аутопсихотерапией. Клиента поощряют отправиться в путешествие по самопознанию с упором на поиск контраста между тем, что выше, и тем, что ниже в его или ее личности и структуре ценностей. Человека поощряют к дальнейшему изучению своей ценностной структуры, особенно в том, что касается обоснования и обоснования позиций. Выделены расхождения между ценностями и поведением. Этот подход называется аутопсихотерапией, чтобы подчеркнуть важную роль, которую человек должен играть в своем собственном терапевтическом процессе и в более широком процессе развития личности. Человек должен прийти к пониманию того, что он или она отвечает за определение или создание своего собственного уникального идеала личности и структуры ценностей. Это включает критический обзор усвоенных социальных нравов и ценностей.
Домбровски очень беспокоился о том, что он называл односторонним развитием, в котором люди демонстрируют значительное продвижение только в одном аспекте жизни, обычно интеллектуальном. Он считал, что очень важно сбалансировать свое развитие.

#### Перевозбудимость
Домбровски также поощрял людей видеть свои реакции (сверхвозбудимость) и их феноменологический взгляд на мир в контексте их потенциала развития. Переживание кризисов и реакция на них являются очень важным аспектом этого подхода, и людей поощряют переживать личные кризисы с позитивным и развивающим взглядом.
Домбровски напоминает клиентам, что без внутренних болезней мало стимулов для изменений или роста. Вместо того, чтобы пытаться быстро облегчить симптомы, этот подход побуждает людей полностью испытать свои чувства и попытаться сохранить позитивную ориентацию на развитие того, что они могут воспринимать как сильную депрессию или тревогу. Конечно, в сегодняшнем мире это уникальный подход к поиску немедленного и полного избавления от любого неприятного психологического опыта (хотя в некоторой степени его можно сравнить с подходом Арона).

### Образование
Другой основной акцент делается на образовании, в частности, за последние 25 лет, на опыте творческих и одаренных
студенов. Домбровски предположил, что эти студенты будут непропорционально сильно проявлять перевозбудимость и, следовательно, будут подвержены процессу дезинтеграции.

## Домбровски и одарённые личности
В приложении к Домбровскому (1967) представлены результаты исследований, проведенных в 1962 году с польской молодежью. В частности, обследовалась «группа одаренных детей и молодежи в возрасте от 8 до 23 лет». (с. 251). Из 80 учившихся молодых людей 30 были «интеллектуально одаренными», а 50 были из «школ драмы, балета и пластического искусства». (с. 251). Домбровски обнаружил, что каждый из детей проявлял сверхвозбудимость, «что послужило основой для возникновения невротических и психоневротических установок. Более того, оказалось, что эти дети также демонстрировали наборы нервозности, неврозов и психоневрозов различных видов и интенсивности, вегетативных реакций на свет или симптомы тревожности в отчетливые и очень интенсивные психастенические или истерические состояния» (с. 253). Домбровский спросил, почему у этих детей должны проявляться такие «состояния нервозности или психоневроза», и предположил, что это связано с наличием ПВ (с. 255). «Вероятно, причиной является более чем средняя чувствительность, которая не только позволяет достичь выдающихся результатов в учебе и работе, но в то же время увеличивает количество точек, чувствительных ко всем переживаниям, которые могут ускорить аномальные реакции, проявляющиеся в психоневротических наборах». (с. 255).
Связь между ПВ и одаренностью, по-видимому, подтверждается исследованиями (Lysy and Piechowski 1983; Piechowski 1986; Piechowski and Miller 1995). Похоже, что по крайней мере ПВ является маркером потенциала одаренности / творчества. Основная идея Домбровски состоит в том, что одаренные люди непропорционально демонстрируют процесс позитивной дезинтеграции и личностного роста.

## Ключевые идеи
Теория основана на ключевых идеях, которые можно перечислить следующим образом:
- Что наши низшие животные инстинкты (первый фактор) должны быть подавлены и преобразованы в «высшие» силы, чтобы мы были людьми (эта способность трансформировать наши инстинкты — это то, что отличает нас от других животных).
- Что общая начальная интеграция личности, основанная на социализации (второй фактор), не отражает истинную личность.
- На начальном уровне интеграции существует небольшой внутренний конфликт, поскольку, когда кто-то «идет вместе с группой», мало ощущается индивидуальный проступок. Внешние конфликты часто связаны с блокировкой социальных целей — например, с разочарованием в карьере. Социальные нравы и ценности преобладают без особых вопросов или сознательного изучения.
- Истинная личность должна основываться на системе ценностей, которые сознательно и добровольно выбираются человеком, чтобы отразить его собственное индивидуальное представление о том, «какой должна быть жизнь» и его «идеал личности» — идеального человека, которого, по их мнению, они «должны быть».
- Низшие животные инстинкты и силы общественной группы, и социализация ниже автономного «я» (личности), созданного сознательной личностью.
- Чтобы разрушить первоначальную интеграцию, необходимы кризисы и дезинтеграции, обычно обеспечиваемые жизненным опытом.
- Эти распады положительны, если человек может найти положительные решения ситуации, способствующие развитию.
- «Одноуровневые кризисы» не связаны с развитием, поскольку человек может выбирать только между равными альтернативами (идти налево или идти направо?).
- Новый тип восприятия включает в себя «многоуровневость», вертикальный взгляд на жизнь, который сравнивает низшие альтернативы с высшими и теперь позволяет человеку выбирать более высокое разрешение кризиса по сравнению с другими доступными, но более низкими альтернативами — решение, связанное с развитием.
- «Позитивный распад» — это жизненно важный процесс развития.
- Домбровски разработал идею «потенциала развития» для описания сил, необходимых для достижения автономного развития личности.
- Потенциал развития включает несколько факторов, включая врожденные способности и таланты, «перевозбудимость» и «третий фактор».
- Повышенная возбудимость — это показатель нервной реакции человека. Домбровски обнаружил, что все примеры, которые он изучал, демонстрировали чрезмерно чувствительную нервную систему, что также делало их предрасположенными к отчаянию, депрессии и тревоге — психоневрозам, по выражению Домбровски, очень положительной и развивающей черту.
- Третий фактор — это мера стремления человека к автономии.
- Подход Домбровского очень интересен с философской точки зрения, так как он является платоническим, отражая склонность Платона к сущности — сущность человека является решающим фактором его или ее жизненного пути развития. Однако Домбровски также добавил важный аспект экзистенциализма: то, что человек зависит от переживаемых тревог и от того, как он решает повседневные проблемы, с которыми сталкивается. Сущность должна быть реализована посредством экзистенциального и эмпирического процесса развития. Предложенную Кьеркегором характеристику «Рыцарей веры» можно сравнить с автономной личностью Домбровского.
- Рассмотрены роли логики и рассуждений в развитии и сделан вывод, что один только интеллект не в полной мере помогает нам знать, что делать в жизни. Включает взгляды Жана Пиаже на развитие в более широкую схему, основанную на эмоциях. Эмоции (то, что вы чувствуете по поводу чего-либо) — более точный ориентир для принятия важных жизненных решений.
- Когда достигается многоуровневое и автономное развитие, наблюдается вторичная интеграция, отражающая состояние зрелой личности. У индивида нет внутреннего конфликта; они пребывают во внутренней гармонии, поскольку их действия отражают глубоко прочувствованную иерархию ценностей.
- Отклонил описание Абрахама Маслоу самоактуализации (Домбровски был личным другом и корреспондентом Маслоу). Актуализация недифференцированного человеческого «Я» не является результатом развития в терминах Домбровского. Домбровски применил к себе многоуровневый (вертикальный) подход и увидел необходимость осознавать, подавлять и отвергать низшие инстинктивные аспекты внутреннего человеческого «Я» (аспекты, которые Маслоу хотел бы заставить нас «принять без вины»), а также активно выбирать и отвергать. собрать высшие элементы в новое уникальное Я. Домбровски хотел бы, чтобы мы разделяли изначальное «я» на высшие и низшие аспекты, как мы их определяем, и отвергали низшее и актуализировали высшее в создании нашей уникальной личности.

## Вторичная интеграция против самоактуализации
Люди часто приравнивают концепцию самореализации Маслоу к уровню вторичной интеграции Домбровского. Между этими двумя идеями есть несколько существенных различий. По сути, Маслоу описал самоактуализацию как процесс, в котором личность принимается «как есть», поэтому актуализируются как высшие, так и низшие аспекты личности. Домбровски вводит понятие, что, хотя низшие аспекты могут изначально быть присущи нашему «я», как человеческие существа мы способны осознавать их низшую природу. Мы способны развить самосознание того, как мы относимся к этим низким уровням — если мы плохо себя чувствуем из-за того, что ведем себя таким низшим образом, тогда мы можем когнитивно и произвольно решить подавить и устранить такое поведение. Таким образом, высшие аспекты личности актуализируются, в то время как низшие аспекты подавляются, и, по мнению Домбровского, это то, что уникально в людях и отличает нас от других животных — никакое другое животное не способно дифференцировать их низшие инстинкты и, следовательно, не могут подавить их животные импульсы, идея также выражена в трёх категориях априорной природы и «эксцентричности» человеческой интенциональности Плеснера. Домбровски вышел за рамки идеи самореализации Маслоу, и неуместно приравнивать двух авторов в этом вопросе.

## Препятствия на пути к теории
И Домбровский, и его работа столкнулись со многими препятствиями. Лично на него серьезно повлияли обе Мировые войны. Его работа шла против такого течения как гуманистическая теория, продвигающая личностный рост в политической атмосфере Польши в 1950-х и 1960-х годах. Другой проблемой был язык. Домбровский писал на польском и переводил свои произведения на французский и испанский. Английский был последним языком, который он выучил, и, вероятно, самым сложным с точки зрения улавливания тонкостей его идей. Несмотря на эти проблемы, Домбровский продолжал изучать человеческое развитие, развивал свою теорию и всю жизнь занимался психиатрией.
Домбровски умер в 1980 году, и его ученики продолжили самостоятельную карьеру. Многие из этих студентов продолжают изучать теорию и рассказывать о ней, в большинстве своем развивая глубоко личное понимание того, что для них значит теория.
С 1980 года на работы Домбровского был небольшой, но постоянный спрос. Этот спрос в значительной степени развился в Соединенных Штатах, где Майкл Пеховски применил свое видение теории к образованию одаренных людей. Многие в сфере образования и образования для одаренных обращаются к теории Домбровского, чтобы помочь своим ученикам создать контекст. Хотя это небольшая часть общей теории, этот аспект привел к появлению ряда магистрских и докторских диссертаций и представил теорию широкой аудитории.
Читатель, интересующийся Домбровским, столкнулся с серьезной нехваткой ресурсов, особенно английских произведений Домбровского. Его книги давно разошлись и редки, а его статьи находятся в руках нескольких человек, но не распространяются. Есть также много польских работ Домбровского (около 20 книг) по теории, психотерапии, образованию и философии, которые не были переведены на английский язык.

## Критика
Не существует подходящего психологического теста, который бы хорошо измерял любые Домбровские конструкции. Самый широко известный инструмент, опросник перевозбудимости-2, имеет плохие психометрические свойства.